# Винтсенбак
Винтсенбак, Винценбах (фр. Wintzenbach) — коммуна на северо-востоке Франции в регионе Гранд-Эст (бывший Эльзас — Шампань — Арденны — Лотарингия), департамент Нижний Рейн, округ Агно-Висамбур, кантон Висамбур. До марта 2015 года коммуна административно входила в состав упразднённого кантона Сельц (округ Висамбур).
Площадь коммуны — 6,96 км², население — 590 человек (2006) с тенденцией к стабилизации: 572 человека (2013), плотность населения — 82,2 чел/км².

## Население
Население коммуны в 2011 году составляло 595 человек, в 2012 году — 583 человека, а в 2013-м — 572 человека.
| 1962 | 1968 | 1975 | 1982 | 1990 | 1999 | 2006 | 2008 | 2011 | 2012 | 2013 |
| ---- | ---- | ---- | ---- | ---- | ---- | ---- | ---- | ---- | ---- | ---- |
| 403  | 387  | 460  | 434  | 513  | 568  | 590  | 591  | 595  | 583  | 572  |

Динамика населения:

## Экономика
В 2010 году из 413 человек трудоспособного возраста (от 15 до 64 лет) 320 были экономически активными, 93 — неактивными (показатель активности 77,5 %, в 1999 году — 68,8 %). Из 320 активных трудоспособных жителей работали 297 человек (170 мужчин и 127 женщин), 23 числились безработными (10 мужчин и 13 женщин). Среди 93 трудоспособных неактивных граждан 27 были учениками либо студентами, 23 — пенсионерами, а ещё 43 — были неактивны в силу других причин.

## Достопримечательности (фотогалерея)

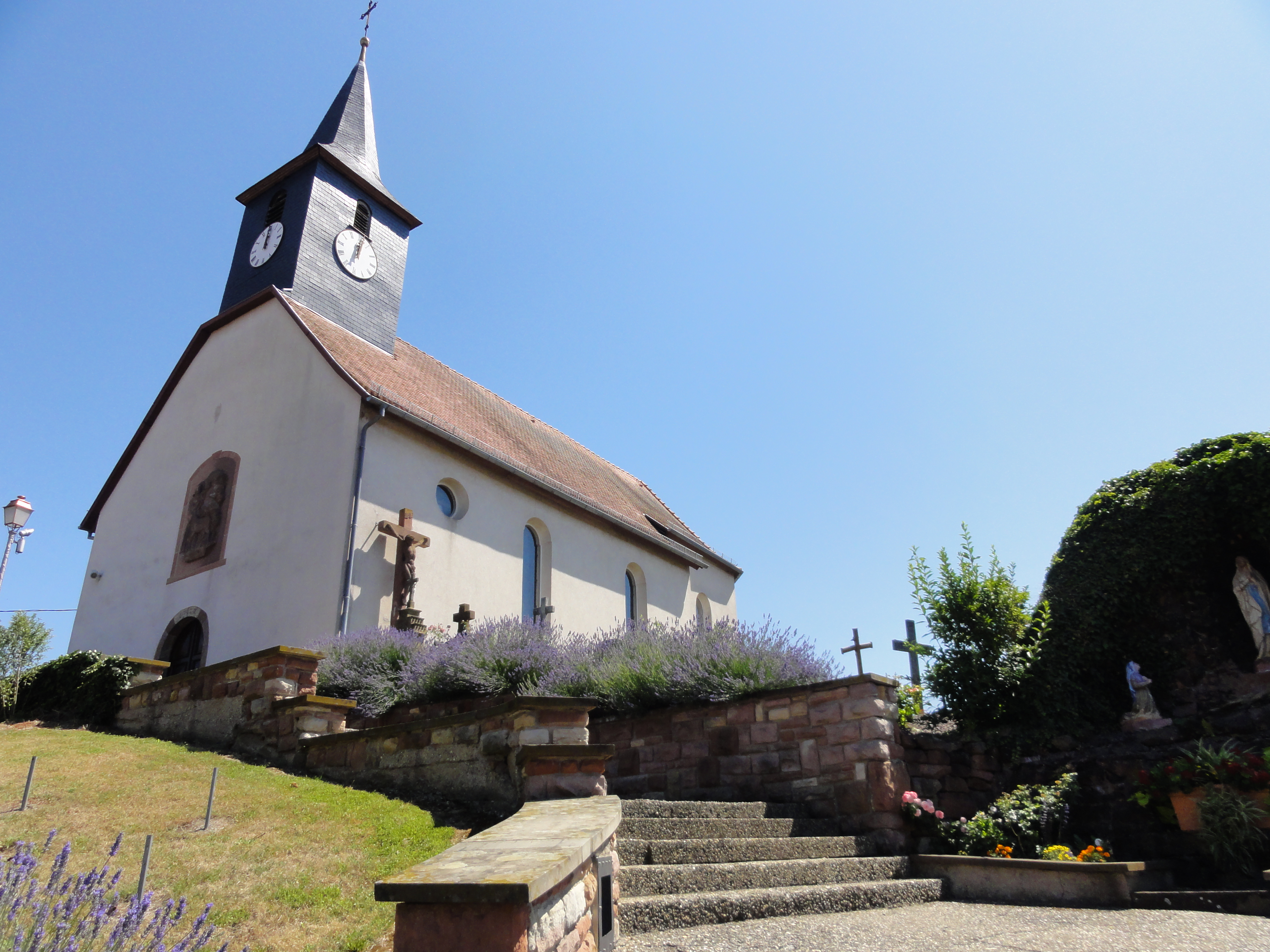
Церковь Сен-Жиль
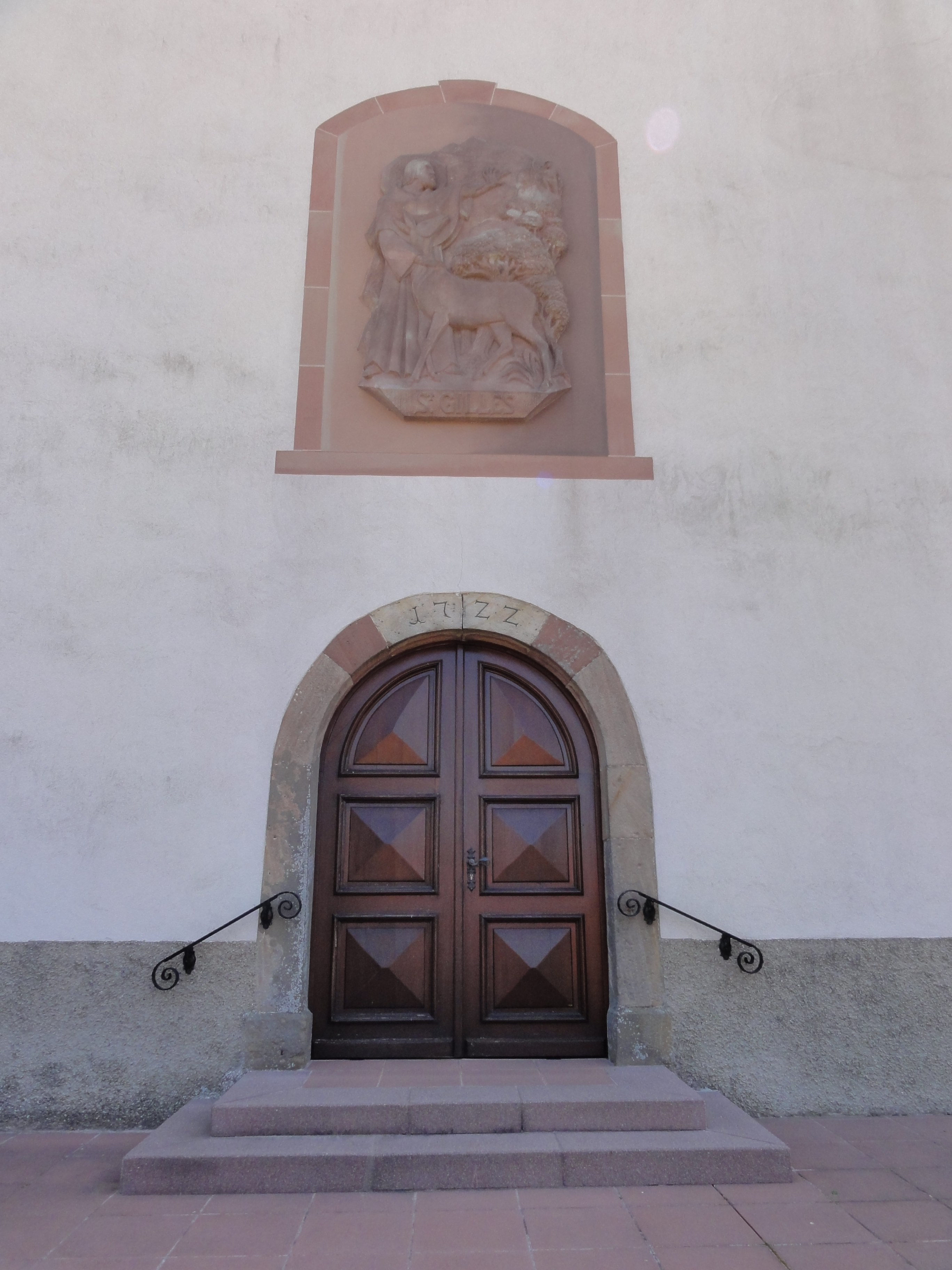
Портал церкви Сен-Жиль
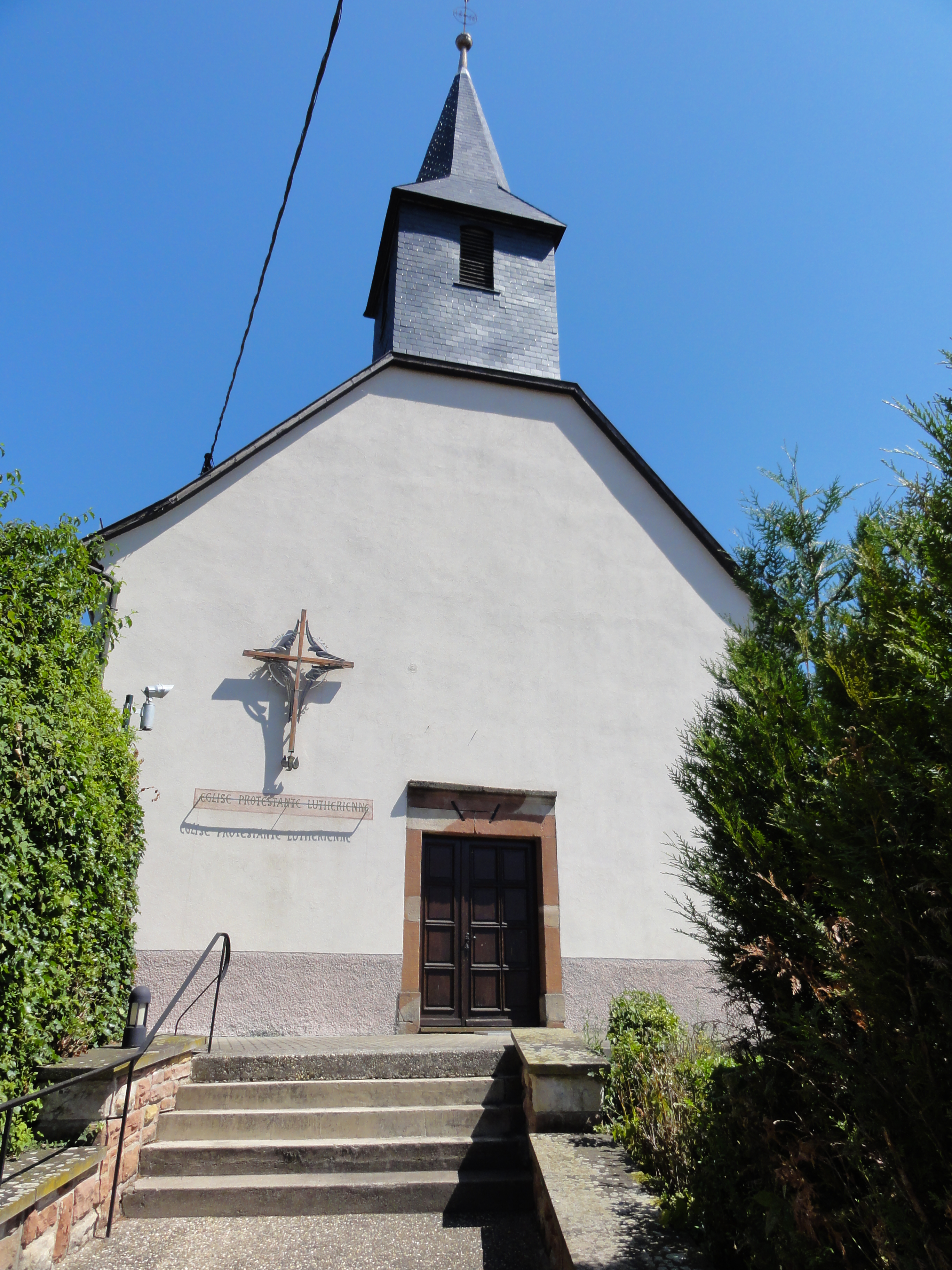
Протестантская церковь